# Gubar glavonja
Gubar glavonja ili hrastov gubar (lat. Lymantria dispar) vrsta je leptira iz porodice Lymantriidae. Jedan je od najvećih štetnika u listopadnim šumama i voćnjacima. Javlja se periodično u velikom broju (prenamnoženje ili gradacija gubara) kada izaziva golobrste na stotinama i tisućama hektara šumskih površina i milijunima stabala voćaka. Mužjak i ženka razlikuju se po izgledu.
Štete koje nastaju u šumarstvu njegovim djelovanjem su: sušenje stabala, smanjenje prirasta i poremećaj u gospodarenju šumama. Štete u poljoprivredi, posebno u voćarstvu su smanjenje uroda i sušenje stabala. Pored ovih direktnih (ekonomskih) šteta daleko veće su ekološke štete koje je ponekad teško i izračunati.
Gubar glavonja je polifagni štetnik, čije se gusjenice mogu hraniti lišćem preko 100 vrsta biljaka, ali u pojedinim područjima svog rasprostranjenja preferira određene biljne vrste. U kontinentalnom dijelu to su prije svega, hrastovi, zatim obični grab, bukva, brijest i drugo, a od voćaka jabuke i šljive. Gubar u nedostatku hrane, može obrstiti i četinjače (smreku, jelu i borove). Značaj ovog štetnika je i u tome što predstavlja jednog od prvih biotskih uzročnika u procesu sušenja hrastovih šuma, kao primarni štetnik.

## Mjere suzbijanja gubara
Gubar se može suzbijati primjenom mehaničkih i kemijskih mjera u stadiju jajeta i primjenom aviosuzbijanja u stadiju gusjenice.
Suzbijanje gubara u stadiju jajeta provodi se primjenom: mehaničkih mjera - koje podrazumijevaju skidanje (struganje) gubarevih legala zajedno s dijelom mrtve kore oštrim predmetom, skupljanje u posude ili vreće i spaljivanje na za to određenim mjestima i kemijskih mjera - koje podrazumijevaju natapanje gubarevih legala petrolejem, preparatima na bazi di-nitro-fenola-DNOC ili naftom kojoj se dodaje malo bitulita radi pojačanja boje, spužvom pričvršćenim na štap dužine dva ili više metara ovisno od mjesta polaganja jaja - legala.
Suzbijanje gubara u stadiju gusjenice provodi se primjenom aviometode, odnosno aviotretiranjem korištenjem bioloških preparata. Aviotretiranje kao metoda suzbijanja provodi se u proljeće kada se iz jaja razviju gusjenice i u mlađim larvenim stupnjevima (najbolji efekti su kad se tretira drugi stupanj).
Koje će se metode suzbijanja primijeniti ovisi o intenzitetu napada, visini položenih legala i prije svega zdravstvenog stanja populacije gubara glavonje.